# 拉姆齊號驅逐艦 (DD-124)
拉姆齊號驅逐艦（舷號DD-124）是一艘美國海軍建造的驅逐艦，為維克斯級驅逐艦的50號艦。她是美軍第一艘以拉姆齊為名的軍艦，以紀念美國內戰時期的海軍軍官法蘭西斯·拉姆齊（Francis Munroe Ramsay）。
拉姆齊號在1917年於紐波特紐斯造船廠開始建造，在1918年下水，於1919年服役，其時第一次世界大戰已經結束。接著拉姆齊號分別在大西洋及太平洋執勤，於1922年退役。1930年拉姆齊號重新服役，並改裝為佈雷艇，留在太平洋作訓練用途，直到1937年再次退役。第二次世界大戰爆發後，拉姆齊號再次服役，並調到珍珠港。日本偷襲珍珠港時，拉姆齊號正在港內，在攻擊過後到港外作反潛巡航。稍後拉姆齊號先後參與瓜島戰役、阿留申群島戰役、吉爾伯特及馬紹爾群島戰役。1944年後拉姆齊號轉為訓練艦，於1945年退役除籍，並在1946年出售拆解。
拉姆齊號在第二次世界大戰共獲三枚戰鬥之星。